# Tricentra consequens
Tricentra consequens är en fjärilsart som beskrevs av B.C.S Warren 1935. Tricentra consequens ingår i släktet Tricentra och familjen mätare. Inga underarter finns listade i Catalogue of Life.